# Ronald Tolman
Ronald Tolman (Amsterdam, 27 oktober 1948) is een Nederlandse beeldhouwer, graficus, schilder en tekenaar.

## Leven en werk
Tolman werd geboren in Amsterdam. Als beeldend kunstenaar is hij autodidact. Hij vestigde zich in het Gelderse Beuningen. Zijn beeldhouwwerk is te zien in de publieke ruimte van diverse Nederlandse gemeenten. Enkele van zijn etsen zijn opgenomen als illustratie bij Op een zomermorgen om half vijf, toen de zon prachtig opkwam, is hij van de Waalbrug gestapt van de schrijver Nescio. Bij de gedichtenbundel Verkeerde raadhuizen van H.H. ter Balkt maakte hij zes etsen.
Samen met zijn dochter Marije maakte hij het prentenboek De boomhut, dat in 2010 bekroond werd met het Gouden Penseel.

## Werk in de publieke ruimte (selectie)
- Bij de tijd (2004), Ubbergen
- De blauwe diender (2000), Nijmegen
- De l'amour (1999), Groningen
- Vertrouwen (1999), Groningen
- Man met paraplu (1994), Groningen
- De lezende Nescio (J. H. F. Grönloh) (1991), Ubbergen
- Communicatie (1990), Ringlaan in Wijchen
- Een mens op een stoel (1990), Raadhuislaan in Heiloo
- Armworstelen (1989), Beltrum (gemeente Berkelland)
- Man op kruk (1986) Westerpark, Amsterdam
- Capriccio (1984) Oostenburgergracht, Amsterdam

## Fotogalerij

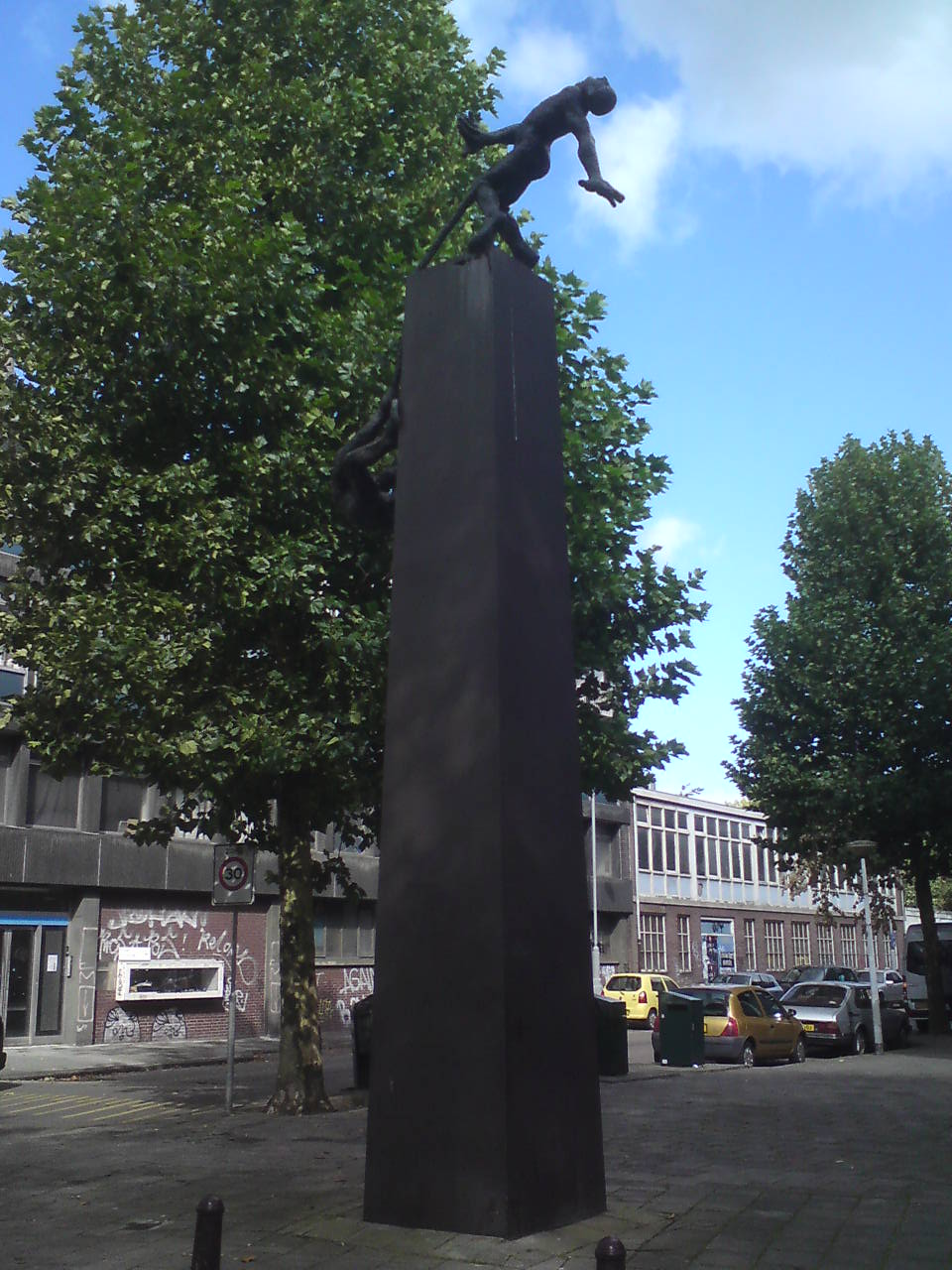
Capriccio (1984), Amsterdam
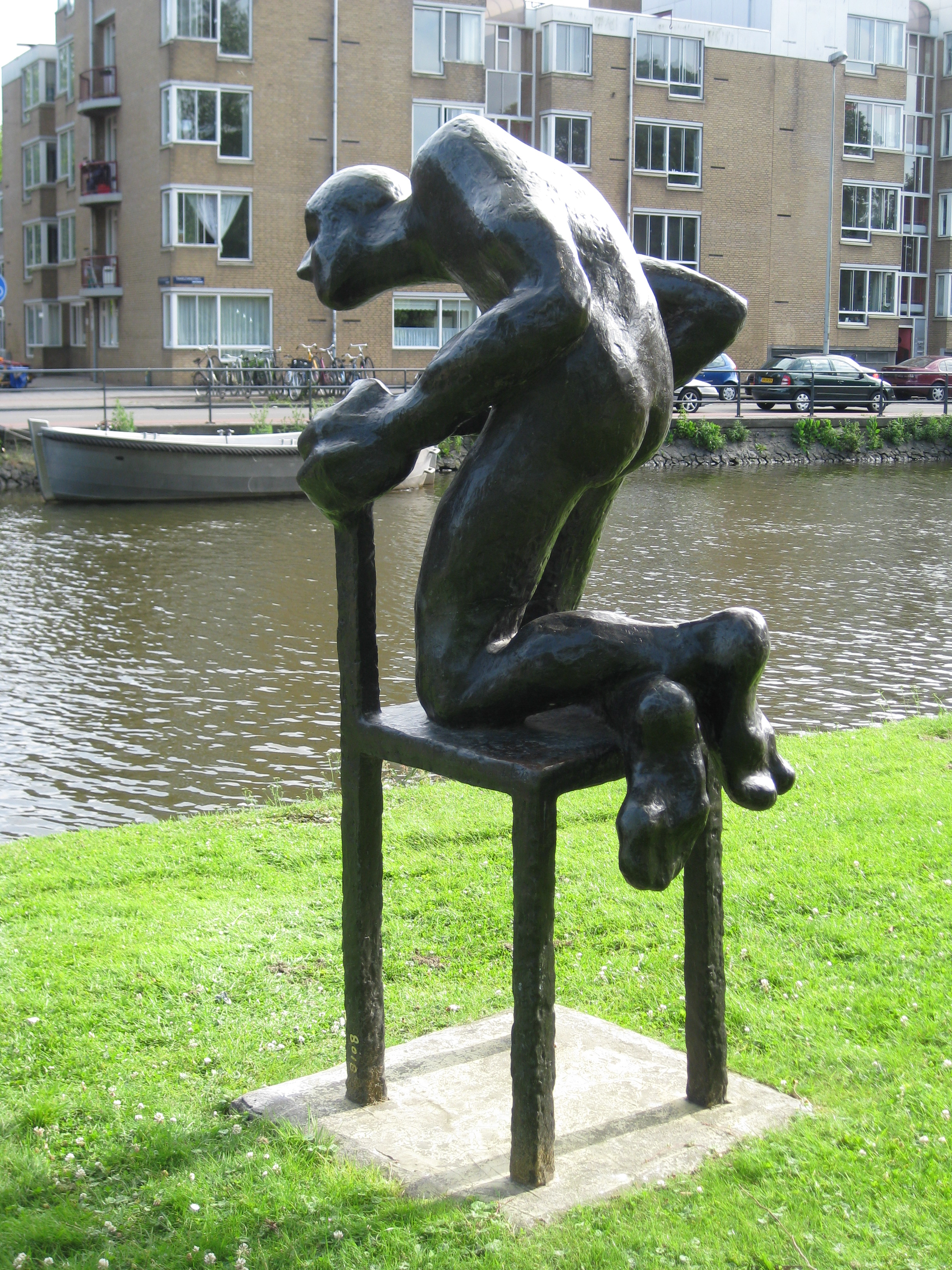
Man op kruk (1986), Amsterdam
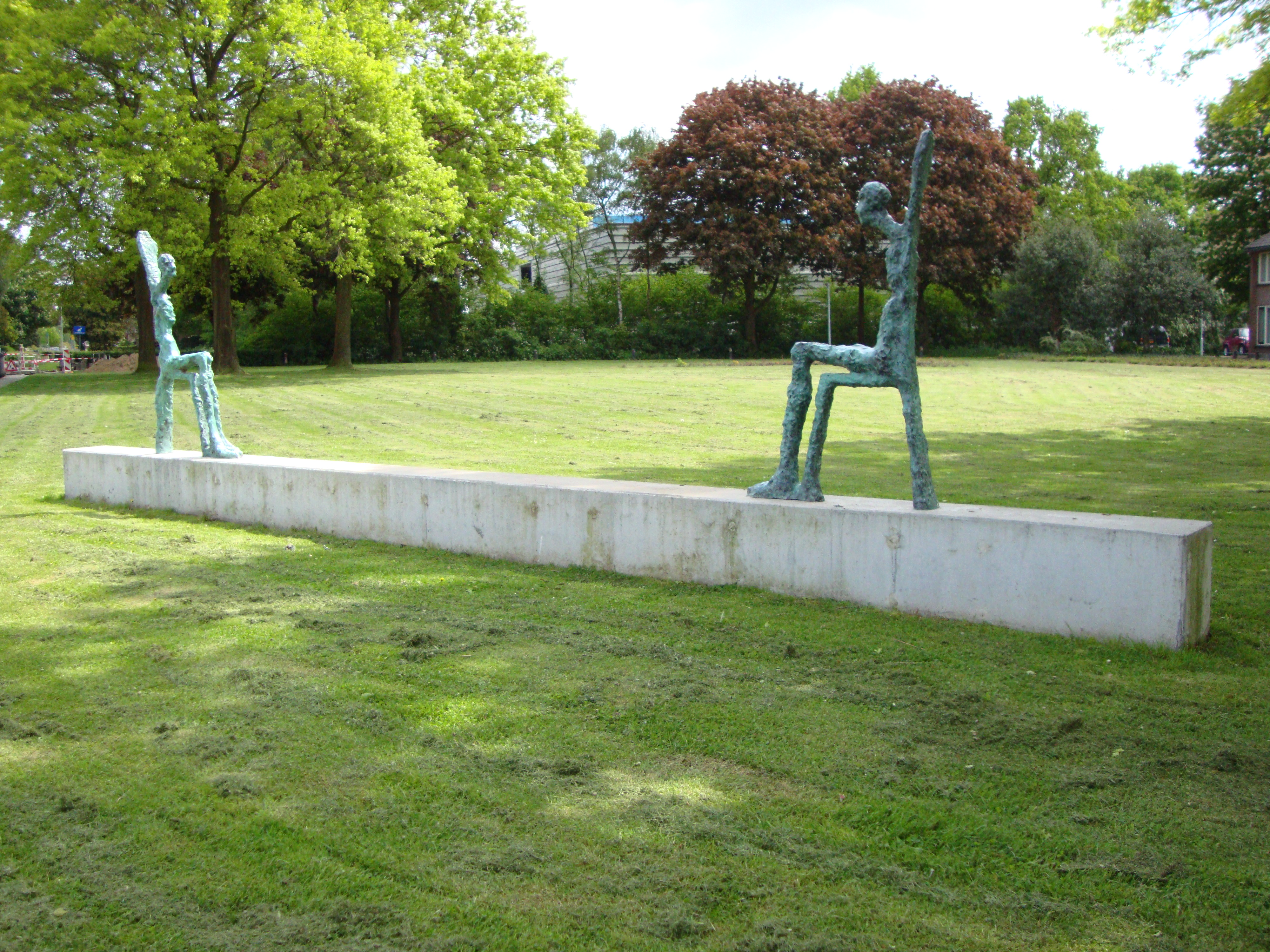
Communicatie (1990), Wijchen
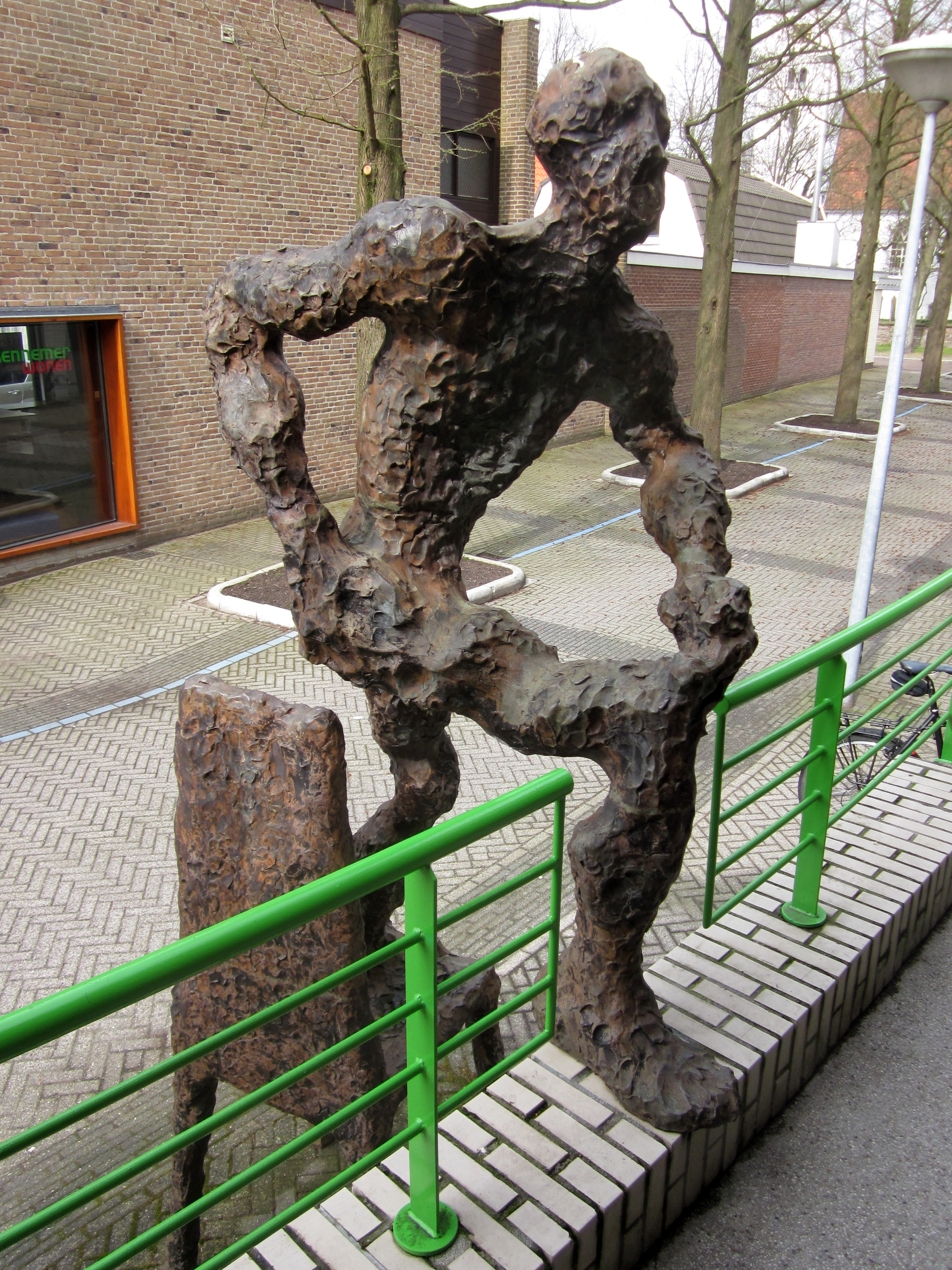
Een mens op een stoel (1990), Heiloo
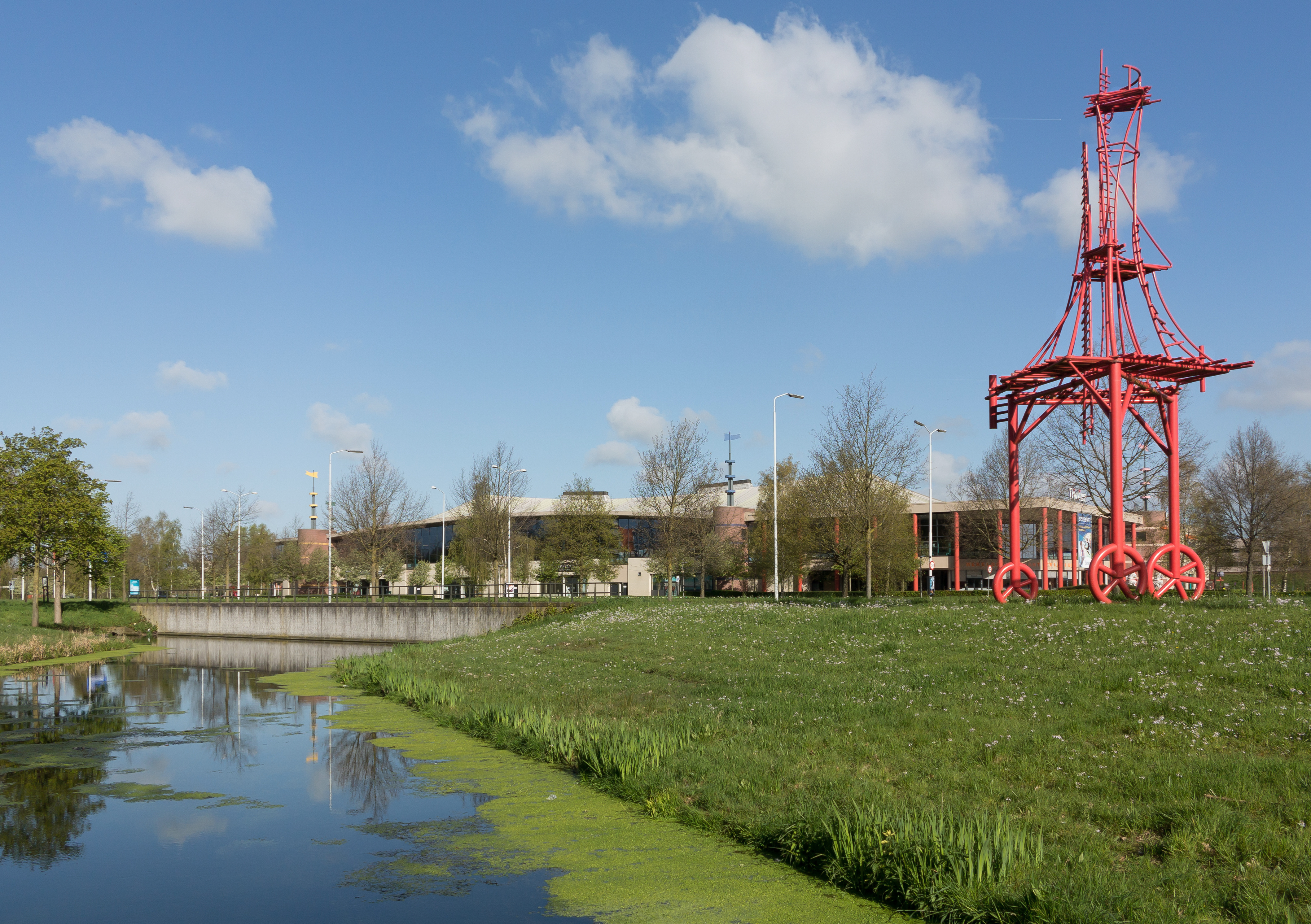
Observatietoren (1992), Nijmegen
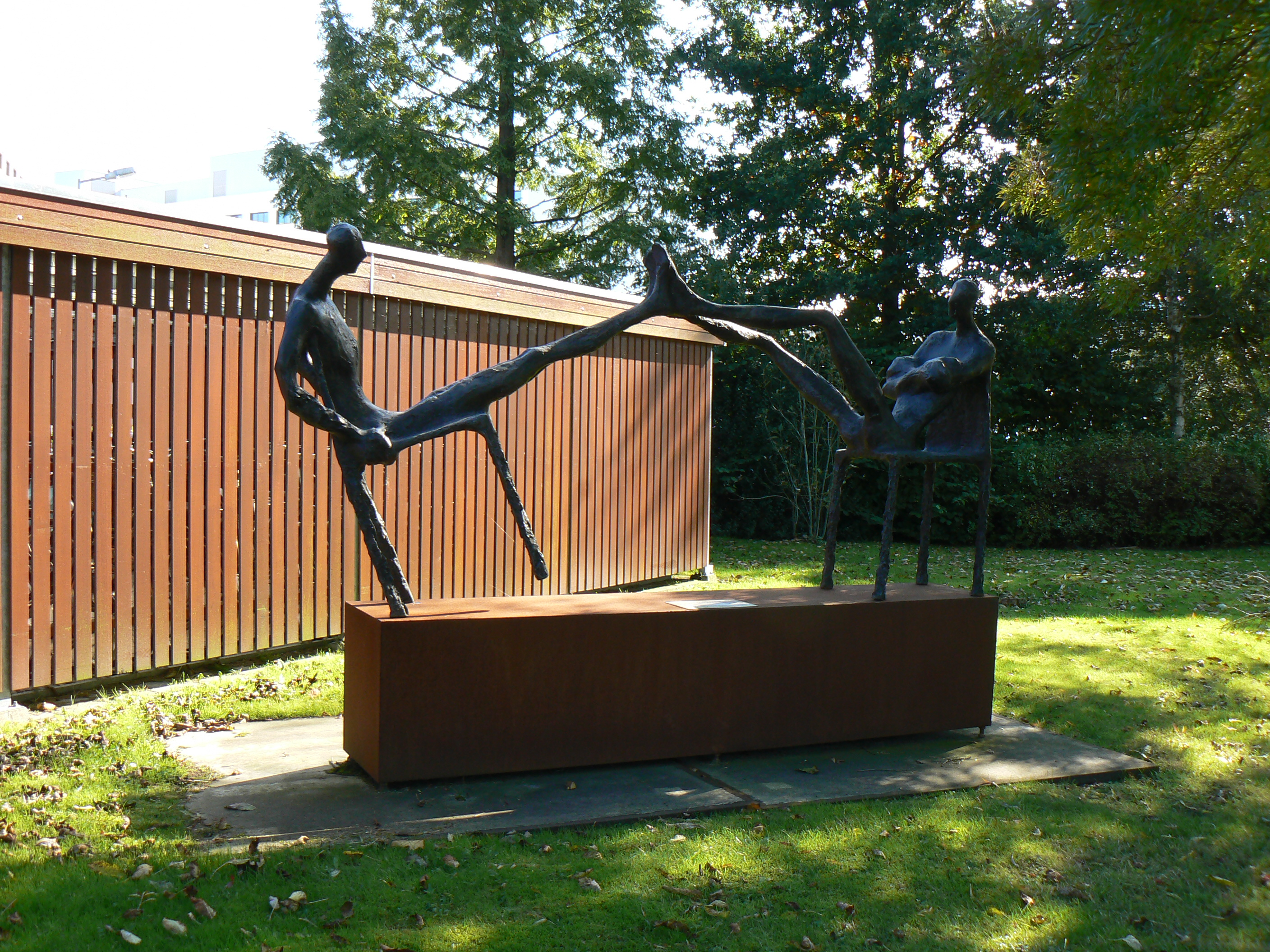
Vertrouwen (1999), Groningen
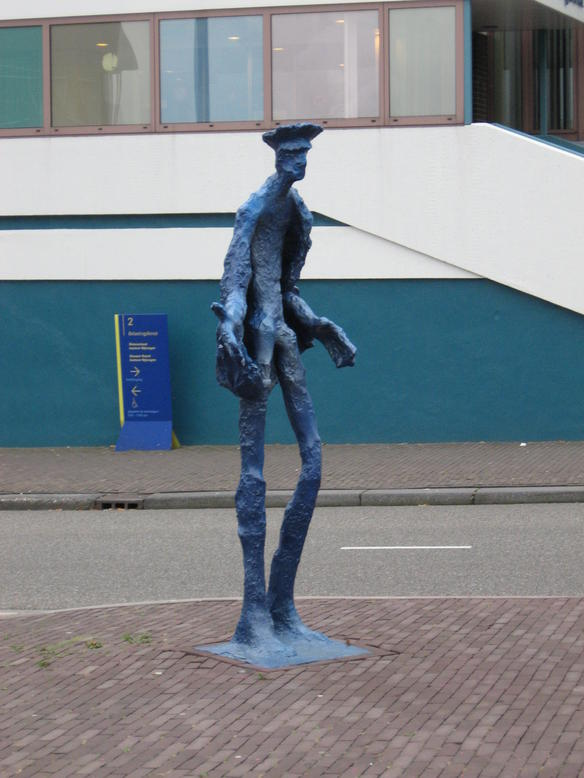
De blauwe diender (2000), Nijmegen